# Maria Krüger

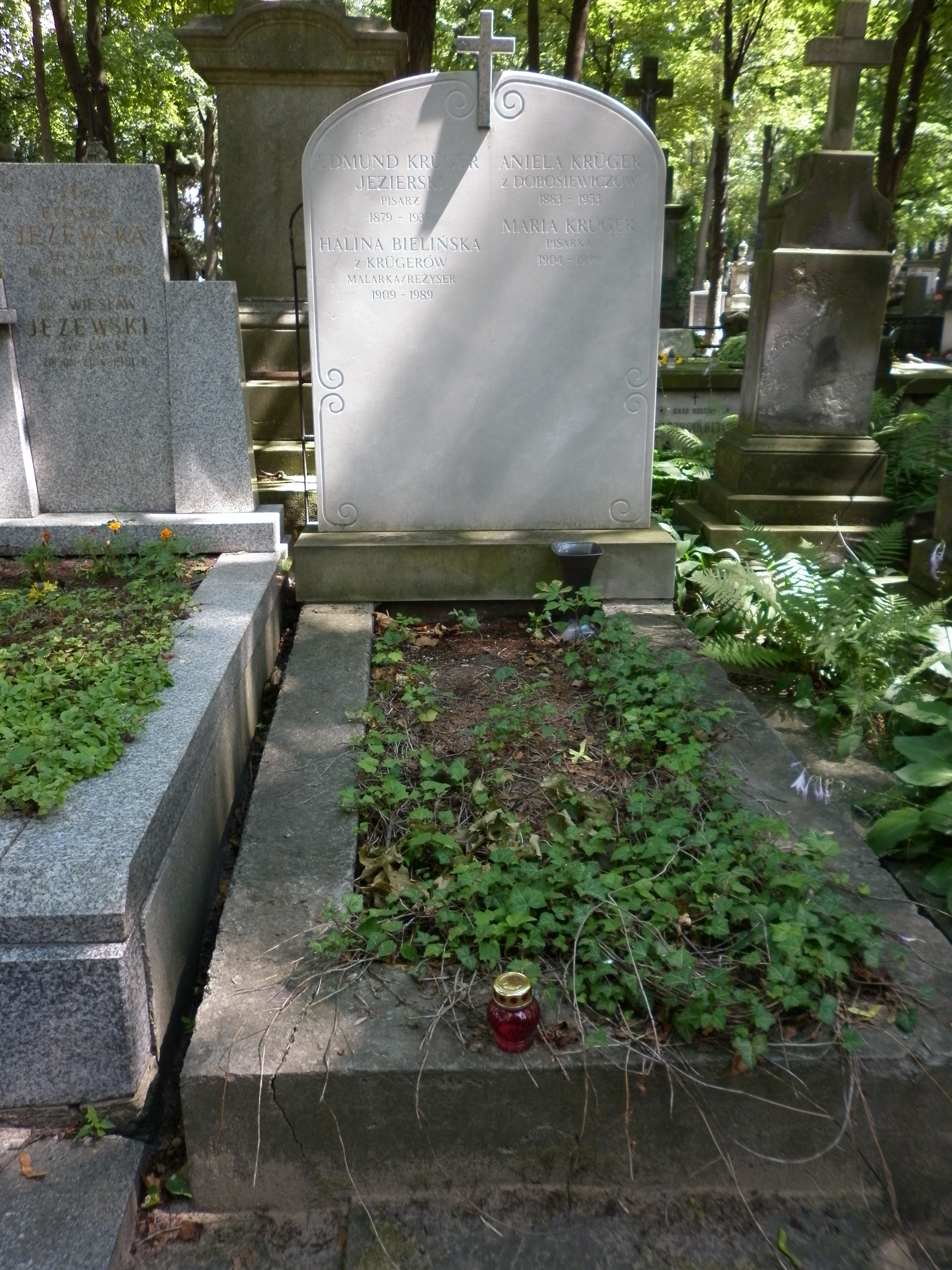
Grób Marii Krüger na cmentarzu Powązkowskim w Warszawie

Maria Krüger (ur. 6 września 1904 w Warszawie, zm. 13 sierpnia 1999 tamże) – polska pisarka literatury dziecięcej oraz dziennikarka w prasie dla dorosłych czytelników, z zawodu ekonomistka.

## Życiorys
Urodziła się w rodzinie Edmunda Krügera i Anieli Pauliny z Dobosiewiczów. Była starszą siostrą Haliny Bielińskiej. Ukończyła studia na Wydziale Humanistycznym UW oraz na Akademii Nauk Politycznych w Warszawie. Pracowała jako ekonomistka aż do debiutu w „Płomyczku”. Pisała również do czasopism: „Świerszczyk”, „Płomyk” oraz przedwojennych: „Dziatwa”, „Słonko” i „Poranek”.
Podczas okupacji współdziałała z grupą „Epoka”. Uczestniczyła w powstaniu warszawskim.
Po wojnie pracowała w Ministerstwie Kultury i Sztuki, a następnie w Ministerstwie Spraw Zagranicznych. W latach 1946–1948 pracowała w Konsulacie Polskim w Bernie. Po powrocie do kraju przez rok pracowała w Rabce, prowadziła teatr lalkowy. W latach 1950–1952 prowadziła redakcję audycji dla kobiet w Polskim Radiu, w latach 1955–1956 pracowała w TVP.
Wymyśliła telewizyjną audycję „Miś z okienka”, do której pisała teksty. Jej najbardziej znana książka dla dzieci to Karolcia (1959), przetłumaczona na kilka języków. Ukazała się także część druga pt. Witaj Karolciu!. W 1995 powstał spektakl telewizyjny na jej podstawie. W 2008 roku rozpoczęto ekranizację książki (reż. Jowita Gondek) – ekranizacji tej nie ukończono. W 2009 roku ukazała się kontynuacja książki, napisana przez Krzysztofa Zięcika, pt. „Karolcia na wakacjach”.
Jej najbardziej znana książka dla młodzieży to powieść pt. Godzina pąsowej róży (1960), która doczekała się adaptacji filmowej i radiowej. Film zrobił swojego czasu prawdziwą furorę wśród nastolatek, m.in. dlatego, iż grały tam sławy polskiego kina – Elżbieta Czyżewska, Lucyna Winnicka, Barbara Ludwiżanka. Na XV MFF dla Dzieci i Młodzieży w Wenecji film otrzymał „Złotego Lwa”. Maria Krüger napisała również „Szkołę narzeczonych”.
Zmarła w Warszawie, pochowana w grobie wraz z rodzicami i siostrą na cmentarzu Powązkowskim (kwatera 17-6-28).

## Twórczość
- 1930 – Nasi przyjaciele (debiut; Płomyczek nr 11 z 12/11/1930)
- 1945 albo 1946 – Szkoła narzeczonych
- 1957 – Dar rzeki Fly
- 1957 – Petra
- 1958 – Bajki
- 1959 – Karolcia
- 1960 – Godzina pąsowej róży
- 1962 – Klimek i Klementynka (lektura dla klasy 5. szkoły podstawowej w czasach PRL)
- 1963 – Apolejka i jej osiołek
- 1964 – Ucho, dynia, sto dwadzieścia pięć!
- 1965 – O Margosi młynarzównie
- 1966 – Jak Bartuś z wiatrem gonił
- 1970 – Witaj, Karolciu
- 1976 – Złota korona. Opowiadania z historii Polski
- 1981 – Serce dzwonu
- 1988 – Odpowiednia dziewczyna
- 1997 – Najpiękniejsze bajki
- 1997 – To my! Dwa kapciuszki
- Było? Nie było?
- Legendy polskiej ziemi (cykl w Płomyczku)
- Po prostu Lucynka P.

## Odznaczenia
- Medal Zwycięstwa i Wolności 1945
- Medal 10-lecia Polski Ludowej, 1955[3]
- Odznaka Grunwaldzka

## Nagrody
- 1978 – nagroda Prezesa Rady Ministrów za całokształt twórczości
- Złoty Lew na XV MFF dla Dzieci i Młodzieży w Wenecji za film Godzina pąsowej róży[potrzebny przypis]